# Projekt „Rosie”
Projekt „Rosie” – australijska powieść romantyczna z 2013 roku autorstwa Graeme’a Simsiona, będąca jego debiutem w świecie powieści.

## Treść
Fabuła książki poświęcona jest zmaganiom Dona Tillmana, profesora genetyki, którego celem było zawarcie relacji z kobietami. Z pomocą pomocy swojego przyjaciela, opracował kwestionariusz weryfikujący potencjalne kandydatki na jego przyszłą żonę. Jego plany zmieniły swój bieg po poznaniu Rosie, która nie spełniała wielu kryteriów formalnych wyznawanych przez Tillmana, niemniej stała istotnym uczestnikiem jego życia. Projekt „Rosie” po raz pierwszy opublikowano 30 stycznia 2013 w Australii przez wydawnictwo Text Publishing, a następnie prawo do tłumaczenia jej wykupili wydawcy z ponad 40 innych państw. Międzynarodowy nakład książki przekroczył wówczas 3,5 miliona egzemplarzy, powieść tę okrzyknięto przez Australijskie Stowarzyszenie Branży Czytelniczej "Książką roku 2014". W Stanach Zjednoczonych powieść została wydana przez wydawnictwo Simon & Schuster, zaś w Wielkiej Brytanii przez wydawnictwo Penguin Books.